# بونجی ساکیتا
 بونجی ساکیتا (انگلیسی: Bunji Sakita؛ زاده ۱۹۳۰ درگذشته ۲۰۰۲) یک فیزیک‌دان اهل ژاپن بود.